# از فریاد تا ترور
از فریاد تا ترور عنوان فیلمی به کارگردانی منصور تهرانی که در سال ۱۳۵۹ در ایران منتشر شد.
این فیلم مضمونی انقلابی داشت. این فیلم پس از کمتر از یک ماه از اکران توقیف شد.
عمده شهرت این فیلم بابت سرود متن فیلم با عنوان یار دبستانی است. یار دبستانی بعدها در جریان مبارزات جنبش دانشجویی به سرود رسمی این جنبش و نمادی برای بیش از نیم قرن مبارزهٔ این جنبش علیه ظلم و استبداد تبدیل شد. مضمون این سرود شورانگیز دعوت به مبارزه علیه استبداد و دیکتاتوری است.

## خلاصه فیلم
سه دوست قدیمی - حسین، داوود و رضا - پس از پانزده سال یکدیگر را می‌یابند. حسین در دام اعتیاد گرفتار است، داوود رانندهٔ خصوصی رئیس دادرسی ارتش است و رضا عضو یک گروه زیرزمینی مسلح است. رضا وظیفه دارد که رئیس دادرسی ارتش را ترور کند. حسین، بر اثر اعتیاد تنها و رنجور در جوی آب خیابان جمشید می‌میرد. داوود در عملیاتی که رضا و گروهش برای ترور تیمسار انجام می‌دهند کشته می‌شود و رضا، پس از انجام ترور در حالیکه که زخمی شده‌است، با تنی رنجور از راه جوی آب خیابان از مهلکه می‌گریزد و به مسیری می‌رود که بایستی ادامه پیدا کند.

## موسیقی فیلم
فریدون فروغی ترانهٔ یار دبستانی را برای فیلم از فریاد تا ترور به کارگردانی منصور تهرانی اجرا می‌کند که در تیتراژ فیلم استفاده می‌شود. در حالی که هنوز هیچ منع رسمی‌ای برای فعالیت فروغی اعلام نشده بود، به تهرانی خبر می‌دهند که باید صدای فروغی را از تیتراژ فیلم‌اش حذف کند. در نتیجه جمشید جم خواندن این ترانه را به عهده می‌گیرد. و این ترانه عموماً با صدای جمشید جم پخش شده. بعد از خواندن مکرر این ترانه در اعتراضات جنبش سبز دیگر از رادیو تلویزیون ایران پخش نشد و در لیست ترانه‌های ممنوعه قرار گرفت. این اثر سمبل ترانه سیاسی جنبش‌های اعتراضی است.

## نقد و بررسی
ماهنامهٔ فیلم در شمارهٔ دوم خود دربارهٔ فیلم می‌نویسد:
«از فریاد تا ترور، یکی دیگر از فیلم‌هایی است که پس از انقلاب دربارهٔ ساواک و ساواکی‌ها و عملیات نظامی علیه رژیم گذشته ساخته شده‌است. فیلم، علاوه بر عدم توفیق در جمع‌وجورکردن سناریوی پرشاخه و ازهم‌گسیخته‌اش، دچار نگاهی صرفاً ماجراجویانه و حادثه‌پردازانه به عملیات نظامی علیه رژیم شاه است و آنجا هم که پای تحلیل جامعه‌شناسانه پیش می‌آید، می‌لنگد.»